# Polyphylla rugosipennis
Polyphylla rugosipennis är en skalbaggsart som beskrevs av Thomas Casey 1914. Polyphylla rugosipennis ingår i släktet Polyphylla och familjen Melolonthidae. Inga underarter finns listade i Catalogue of Life.